# Mario Been
Mario Been (Rotterdam, 11 december 1963) is een Nederlands voetbalcoach en voormalig voetballer.

## Spelerscarrière

### Feyenoord

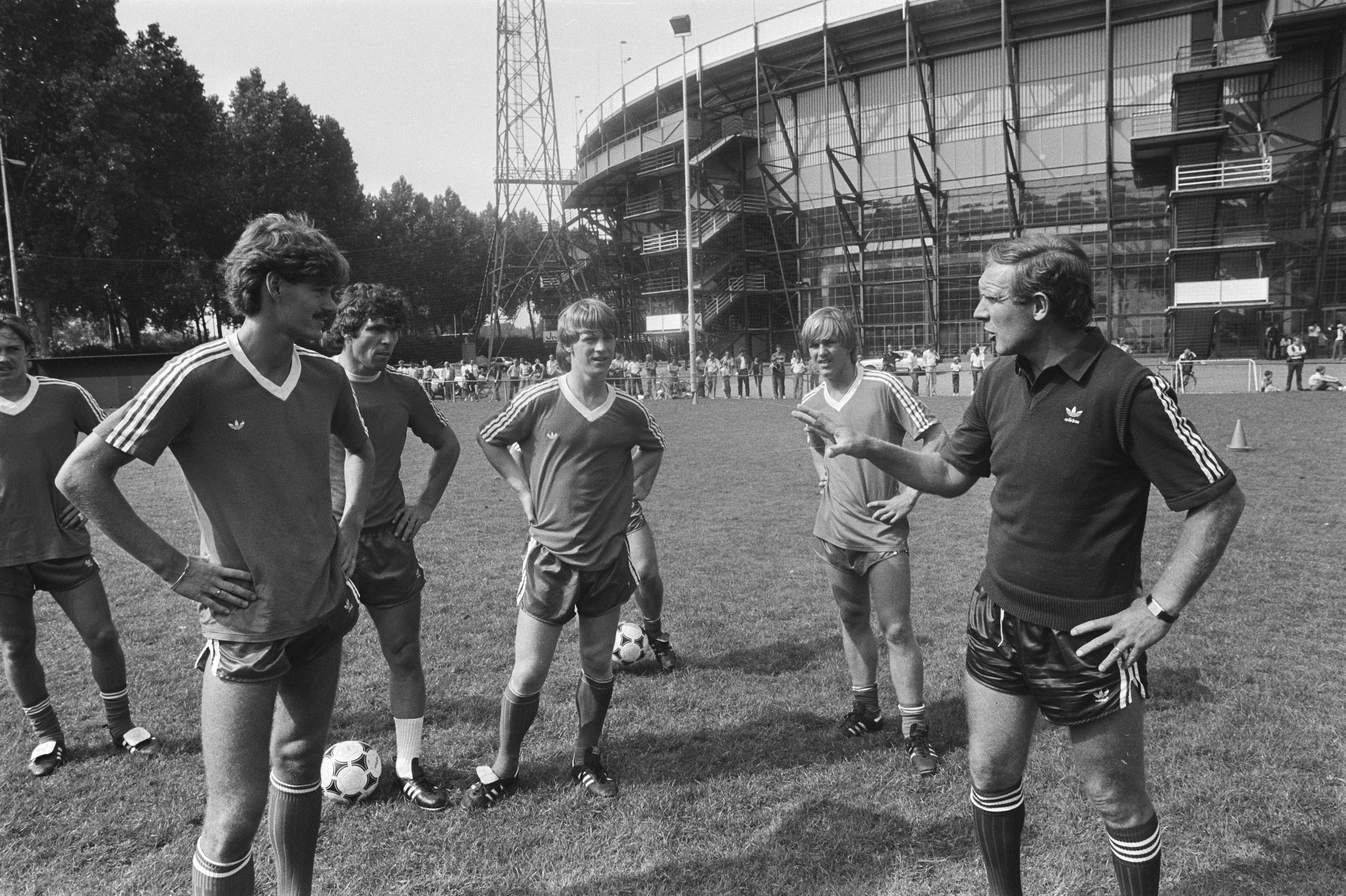
Een training van Feyenoord met Sjaak Troost, Willem van Hanegem, Mario Been, Johnny Jacobsen en trainer Hans Kraay (juli 1982).

Mario Been, geboren en getogen in Rotterdam, leerde voetballen op de pleintjes van Tarwewijk. Zijn vader Rinus was een havenarbeider. Op 7-jarige leeftijd sloot hij zich aan bij het bescheiden FC Rotterdam. Na een jaar ruilde hij de club in voor de jeugdopleiding van Feyenoord. In geen tijd werkte de aanvallende middenvelder zich op naar het eerste elftal. In 1982 maakte de 18-jarige Been tijdens het Rotterdam AD Toernooi zijn debuut voor de Rotterdammers, die toen ook nog konden rekenen op clubicoon Willem van Hanegem. Been mocht op het toernooi invallen tegen Arsenal en bedankte met een doelpunt. Op 5 september 1982 maakte hij tegen N.E.C. zijn officieel debuut voor Feyenoord.
Been beschikte over een uitstekende techniek en goede trap. In het seizoen 1982/83 mocht hij van trainer Hans Kraay sr. regelmatig meespelen. In het volgende seizoen, waarin Thijs Libregts en Ab Fafié de veldtrainers waren, werd Feyenoord onder leiding van Johan Cruijff landskampioen en bekerwinnaar. Been kwam door de aanwezigheid van Cruijff minder aan spelen toe, maar kreeg in 1984 wel de Gouden Schoen voor het grootste talent. Hij eindigde in de einduitslag voor Marco van Basten en ploeggenoot Ruud Gullit.
De middenvelder, die naast het veld bekendstond als een levensgenieter en een belhamel, werd direct een publiekslieveling in De Kuip. Van de pers kreeg hij ook de spotnaam Pietje Bell, omdat hij graag grappen uithaalde en niet op zijn mond gevallen was. Supporters noemden hem dan weer Super Mario of Mariodona, omwille van zijn uitstekende kwaliteiten als voetballer.
Na het seizoen 1983/84 pakte Been geen prijzen meer met Feyenoord. De club kende op sportief vlak een mindere periode (3 maal op rij 3de en vervolgens 1 maal 6de in de eredivisie) en bovendien boterde het niet tussen Been en trainer/coach Rinus Israël. In 1988 liet de Rotterdamse club de middenvelder voor een bedrag van 1 miljoen gulden (zo'n €450.000) vertrekken naar Italië.

### Pisa
De 24-jarige Been tekende een contract bij Pisa Calcio, dat toen in de Serie A uitkwam en waar ook Cisse Severeyns speelde. Been was er een vaste waarde, maar kon niet voorkomen dat de club in 1989 naar de Serie B degradeerde. Hij bleef de club trouw en dwong een jaar later opnieuw de promotie naar de hoogste divisie af. Na de komst van de Argentijnse verdediger José Chamot beschikte Pisa over te veel buitenlanders in de selectie, waardoor de Nederlander, die bovendien een blessure had opgelopen, niet meer hoefde te rekenen op een plaats in het team van de Roemeense coach Mircea Lucescu. Pisa probeerde hem te verkopen aan Sheffield Wednesday, maar omdat zijn hond in Engeland zes maanden in quarantaine moest, blies Been de transfer af.

### Roda JC
Been verkaste in 1990 naar Roda JC, dat toen onder leiding stond van trainer Jan Reker, die later zou opgevolgd worden door Adrie Koster. Lang duurde het verblijf in Kerkrade van Been niet. Hij kwam 12 keer in actie voor Roda, maar mocht in de zomer van 1991 alweer vertrekken. Koster liet later optekenen dat Been in die dagen zijn reputatie van Pietje Bell alle eer had aangedaan.

### Heerenveen
Na de mislukte doortocht bij Roda, belandde Been via zijn vriend René van der Gijp bij het sc Heerenveen van trainer Fritz Korbach. Been, die net als Van der Gijp het verwijt kreeg dat hij niet het maximum uit zijn carrière haalde, speelde slechts één seizoen voor Heerenveen, dat toen in de eerste divisie uitkwam. De Friese club sloot het seizoen af als derde en greep zo net naast de promotie. Been, wiens loon zwaar op de begroting van Heerenveen woog, verkaste vervolgens opnieuw naar het buitenland.

### Innsbruck
Hugo Hovenkamp, die midden jaren 80 voor FC Wacker Innsbruck had gespeeld, liet Been weten dat de Oostenrijkse club een middenvelder zocht. Been legde een geslaagde test af bij Innsbruck en tekende een contract voor twee seizoenen bij Innsbruck. Been speelde 14 competitiewedstrijden voor het team van de Sloveense trainer Branko Elsner. Om familieredenen besloot hij zijn contract niet uit te dienen. Hij keerde na een jaar terug naar Nederland.

### Excelsior
Hij keerde terug naar zijn geboortestad Rotterdam, waar hij ditmaal aan de slag ging bij Excelsior. De club vertoefde net als Heerenveen destijds in de eerste divisie. Been werd aanvoerder van de Rotterdammers, maar haalde nooit nog zijn oude topniveau. In het seizoen 1994/95 wordt Excelsior vijfde in de competitie. Op 17 september 1995 speelde hij tegen Haarlem zijn laatste wedstrijd. Een zware knieblessure zorgde ervoor dat hij medisch werd afgekeurd. Hij was op dat ogenblik nog geen 32 jaar.

## Interlandcarrière

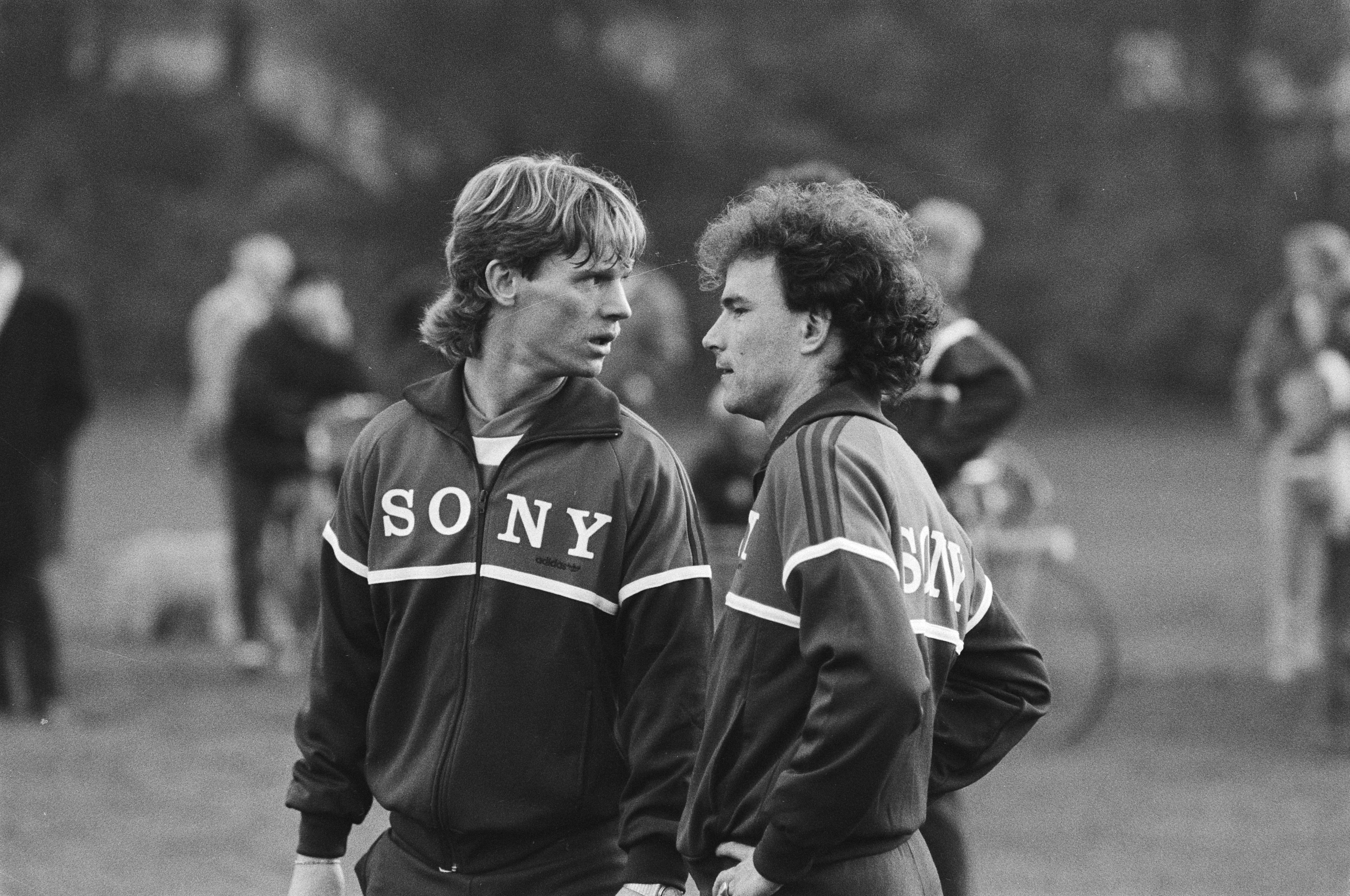
Mario Been en Michel Valke voor de interland tegen Oostenrijk.

Mario Been brak in 1983 door op het WK onder 20 jaar in Mexico. De door bondscoach Kees Rijvers op de linkerflank gepositioneerde aanvaller scoorde drie treffers; eenmaal tegen de latere wereldkampioen Brazilië (1-1) en twee keer tegen de Sovjet-Unie (3-2). Been slalomde om drie Braziliaanse verdedigers heen waarna hij met een lob de keeper passeerde. In de wedstrijd tegen de Sovjet-Unie scoorde hij uit een vrije trap de 2-2 om vervolgens de winnende treffer te maken door een aanval van Vanenburg en Van Basten af te ronden. Na het doelpuntloze gelijkspel tegen Nigeria verloor het elftal in de kwartfinale van Argentinië (1-2). Bij het nemen van een hoekschop werd Been geraakt aan het hoofd door een vanaf de tribune gegooide steen, waardoor hij noodgedwongen moest uitvallen.
Het talent van Feyenoord, dat in het seizoen 1983/84 de dubbel won, werd in 1984 voor het eerst geselecteerd voor Oranje. Het was toenmalig bondscoach Rinus Michels die hem op 14 november 1984 liet invallen in het WK-kwalificatieduel tegen Oostenrijk. Been verving na 73 minuten Ton Lokhoff. Nederland verloor het duel met 1-0 na een eigen doelpunt van Michel Valke. Been kwam nadien niet meer in actie voor Oranje.

## Trainerscarrière

### Excelsior
Na zijn spelerscarrière kon Been meteen aan de slag als jeugdtrainer bij Excelsior. Hij trainde er onder meer de beloften en de amateurs. Vanaf 1997 werd Adrie Koster er hoofdcoach. Toen hulptrainer John Metgod naar Feyenoord verkaste, werd Been de nieuwe assistent van Koster. In 2000 maakte ook Been de overstap naar Feyenoord.

### Feyenoord
In 2000 werd hij de assistent van Leo Beenhakker bij zijn ex-club Feyenoord. De twee kenden elkaar al van in de jaren 70, toen Beenhakker jeugdtrainer was en Been nog een opkomend talent bij Feyenoord. Bert van Marwijk nam later dat jaar het roer over, Been bleef assistent-coach. Onder hun leiding won Feyenoord in 2002 in eigen huis de UEFA Cup. De Rotterdammers, die beschikten over namen als Pierre van Hooijdonk, Robin van Persie, Jon Dahl Tomasson en Paul Bosvelt versloegen in de finale Borussia Dortmund met 3-2.

### Terug bij Excelsior
In 2005 keerde Been terug naar Excelsior, ditmaal als hoofdcoach. De club speelde in de eerste divisie en werd onder Beens leiding meteen kampioen. Het team van de gewezen assistent-trainer van Feyenoord veroverde eind maart 2006 de titel na een 3-1 zege tegen VVV-Venlo. De club keerde na een afwezigheid van drie jaar terug naar de eredivisie.

### Trinidad en Tobago
In december 2005 had Leo Beenhakker Been gevraagd hem te assisteren tijdens het WK 2006 in Duitsland. Beenhakker was op dat ogenblik bondscoach van Trinidad en Tobago. Been maakte in dienst van Beenhakker analyses van de WK-tegenstanders van Trinidad en Tobago. Na het WK keerde hij terug naar het Nederlands voetbal.

### N.E.C
Nog voor het behalen van de titel met Excelsior was Been al zeker van een nieuwe werkgever. Na het WK-avontuur met Trinidad en Tobago ging hij als hoofdtrainer aan de slag bij N.E.C. uit Nijmegen. In zijn eerste seizoen loodste hij N.E.C. naar een tiende plaats, een jaar later schoof de club twee plaatsen op en dwong het via de play-offs een Europees ticket af. In het seizoen 2008/09 mocht N.E.C voor het eerst sinds 2003/04 deelnemen aan de UEFA Cup. Onder leiding van Been deed N.E.C. het uitstekend in Europa. Eerst werd Dinamo Boekarest uitgeschakeld, nadien overleefde het de groepsfase met Tottenham Hotspur, Dinamo Zagreb en Udinese. Na de 2-0 tegen het Italiaanse Udinese verlengde Been zijn contract tot 2012. N.E.C. werd in de 1/16e finale uitgeschakeld door Hamburger SV. Nooit eerder was de Nijmeegse club zo ver geraakt in de UEFA Cup.

### Terug bij Feyenoord

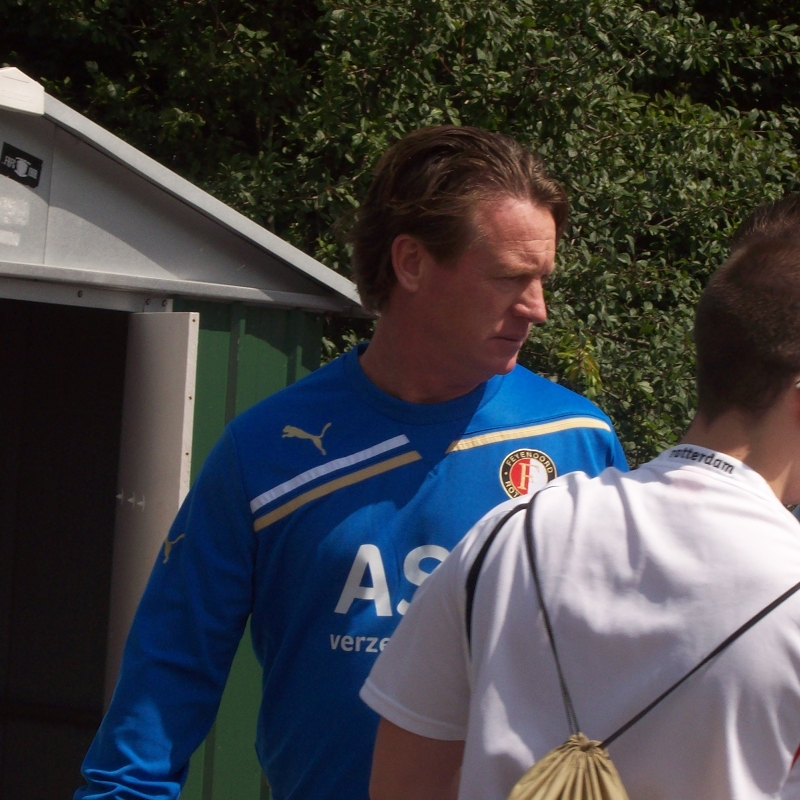
Been tijdens een training van Feyenoord (juli 2011).

Ondanks de contractverlenging bij N.E.C. maakte Been op zaterdag 24 januari 2009 bekend dat hij vanaf het seizoen 2009/10 de nieuwe hoofdcoach zou worden van Feyenoord. In zijn eerste seizoen bereikte hij de vierde plaats en plaatste de club zich voor Europees voetbal. Feyenoord bereikte ook de bekerfinale, die echter in twee wedstrijden verloren ging tegen aartsrivaal Ajax.
Het tweede seizoen van Been bij Feyenoord was teleurstellend. In de Play-Off ronde van de Europa League verloor het van AA Gent, terwijl Feyenoord al in de tweede speelronde zijn eerste competitienederlaag slikte. Op Woudestein verloor het met 3-2 van kleine broeder Excelsior. Op 24 oktober ging het helemaal mis; Feyenoord verloor met 10-0 van PSV, de grootste nederlaag uit de clubhistorie. Feyenoord bivakkeerde het verdere seizoen in de onderkant van de middenmoot en eindigde uiteindelijk als tiende. Begin 2011 was er even sprake van dat Been zich solidair zou stellen met het vertrek van technisch directeur Leo Beenhakker, wiens contract door Feyenoord niet verlengd werd. Been en Beenhakker hebben een goede onderlinge band en Been was het oneens met de beslissing Beenhakker te ontslaan. Uiteindelijk besloot Been te blijven, mede op aanraden van Beenhakker zelf.
Op 13 juli 2011, in de voorbereiding op het nieuwe seizoen, stapte Mario Been op als trainer van Feyenoord, nadat bleek dat 13 van de 18 selectiespelers het vertrouwen in de trainer hadden verloren.

### Genk

De basiself waarmee Been in 2013 de Beker van België won, tot op heden zijn enige prijs op het hoogste niveau.

Op 29 augustus 2011 tekende Been een contract voor een seizoen bij KRC Genk, in de volksmond Racing Genk. Hij volgde hiermee Franky Vercauteren op, die als coach bij Al-Jazira Club aan de slag ging. Been vond bij Genk middenvelder Thomas Buffel terug, die hij nog kende van zijn periode als assistent bij Feyenoord. Toen Been in augustus 2011 bij Genk begon, was de club gekwalificeerd voor de groepsfase van de UEFA Champions League. Onder Been bleef Genk thuis ongeslagen in de groepsfase van het kampioenbal en haalde het drie punten. Op 30 november 2011 werd het contract van Been bij Genk verlengd tot 2014.
In het seizoen 2011/12 eindigde Genk onder Been op een derde plaats in de play-offs van de Belgische competitie, waardoor hij een jaar later mocht deelnemen aan de voorrondes van de UEFA Europa League. In dat jaar plaatste Genk zich wederom voor PO-I, waarin het tot het laatst bleef meestrijden om de titel, maar uiteindelijk vijfde werd. In de Europa League van dat seizoen - Genk haalde de groepsfase door achtereenvolgens FK Aktobe en FC Luzern uit te schakelen - boekte Genk de beste prestaties uit de clubhistorie. Voor het eerst in zijn bestaan werd er overwinterd, nadat de poule - met Sporting Lissabon, FC Basel en Videoton FC als tegenstanders - glansrijk en ongeslagen gewonnen werd. De laatste 32 bleken echter wel het eindstation. Genk verloor over twee wedstrijden met 1-3 van een volwassen VfB Stuttgart. Ook de derde competitie waarin Genk uitkwam bleek een succes, want Genk wist op 9 mei de Beker van België te winnen, na een 2-0 zege op competitiehekkensluiter Cercle Brugge. Daarvoor had Genk al Zulte Waregem, Standard Luik en RSC Anderlecht uitgeschakeld. Dankzij het winnen van de beker plaatste Genk zich wederom voor de Europa League, waarin het instroomt in de kwalificatie Play-Off.
Op vrijdag 28 juni 2013 werd bekend dat Been zijn contract, dat in juni 2014 afliep, met KRC Genk voor twee jaar had verlengd, tot in juni 2016.
In de zomer van 2013 werd het team van Been versterkt met de terugkeer van Fabien Camus en de transfer van spits Ilombe Mboyo, die voor meer dan 4 miljoen euro van AA Gent naar Genk verhuisde. Invallers Elyaniv Barda en Glynor Plet waren de opvallendste vertrekkers bij de Limburgse club.
Genk begon het seizoen met de strijd om de Belgische Supercup tegen RSC Anderlecht. Deze werd met 0-1 verloren. Genk begon de competitie verder ook wisselvallig; van de eerste vier wedstrijden werden er twee verloren. Hierna kwam echter de kentering, ingeluid met een 5-2 overwinning op Zulte Waregem. Genk bleef 17 officiële matchen ongeslagen en boekte in alle competities mooie resultaten. Zo werd wederom de groepsfase van de Europa League bereikt na winst op FH Hafnarfjörður. Hierin ging Genk o.a. met 0-1 winnen op het veld van Dynamo Kiev en werd het alweer ongeslagen eerste in de poule. In de beker werd ook overwinterd na zeges op Tubeke en KV Mechelen.
In de competitie stoomde Genk op naar de eerste plaats, die bereikt werd op 2 november, na een 2-3 zege op Bergen. Op dat moment werd de ploeg door sommige analisten beschouwd als de 'best voetballende ploeg van België'. De reeks van 17 ongeslagen matchen werd echter verstoord door een 0-1 thuisnederlaag tegen Anderlecht. Nadien kreeg Genk te maken met een onverklaarbare vormcrisis. Tot aan de winterstop werd na de match tegen Anderlecht alleen nog maar gewonnen van Oud Heverlee Leuven, waardoor Genk met een 3 op 21 de Kerst inging.
De hoop op betere resultaten na de winterstop werd al snel de kop in gedrukt, want Genk werd uitgeschakeld in de beker door KV Oostende, terwijl in de competitie de eerste twee wedstrijden verloren gingen. Daarna leek Genk met een 6 op 9 en een knap gelijkspel bij Anzji Machatsjkala voor de Europa League de weg omhoog terug gevonden te hebben, maar na een 0-2 thuisnederlaag tegen Waasland Beveren werd Been op 23 februari 2014 dan toch nog aan de deur gezet.
Onder leiding van Been bereikte Genk een aantal successen. Zo werd de beker gewonnen, bleef het 17 officiële matchen ongeslagen, speelde het de prestigieuze match om de Supercup en overwinterde het tweemaal achtereenvolgend in de Europa League (Voordien wist Genk nog nooit te overwinteren). Bij Genk werd Been opgevolgd door Emilio Ferrera.
Been deed twee maanden na zijn ontslag pas voor het eerst zijn verhaal over zijn periode bij Genk. Daarin stelde hij onder meer dat de kern niet breed genoeg was en dat de verkeerde spelers werden aangekocht, maar ook dat hij te veel incidenten met de spreekwoordelijke mantel der liefde had bedekt.
Eind september 2015 leek Been de nieuwe trainer van Hapoel Tel Aviv te gaan worden. De overeenkomst ketste echter op het allerlaatste moment af.

### Fenerbahçe
In het seizoen 2016/17 volgde Been Dick Advocaat en Cor Pot naar Fenerbahçe SK, waar hij de functie van assistent-trainer van Advocaat zou bekleden. In april 2017 werd bekend dat Advocaat zijn contract bij de Turkse topclub niet zou verlengen, dit betekende ook voor Pot en Been dat er een einde zou komen aan hun avontuur bij de grootmacht.

### Apoel Nicosia
Hierop trok hij naar APOEL Nicosia, waar hij een eenjarig contract ondertekende als hoofdtrainer. Hij werd in juli 2017 na zes weken ontslagen vanwege het verlies van 1-0 in een uitwedstrijd tegen het Roemeense FC Viitorul Constanta in de voorrondes van de Champions League.

## Televisiecarrière
Na zijn ontslag bij Genk ging Been al even aan de slag als analist bij FOX Sports, maar kwam later toch nog bij enkele clubs te werken als (assistent) trainer. Sinds 2017, na zijn ontslag bij APOEL Nicosia, maakt hij vast onderdeel uit van het analistenteam van de Nederlandse sportzender, anno 2021 omgedoopt tot ESPN.

## Bestuurscarrière
Op 1 september 2021 werd bekend dat Been bestuurslid technische zaken bij zijn oude club Excelsior Rotterdam zou worden als vervanger van Robin van Galen.

## Carrièrestatistieken
| Seizoen | Club             | Land                | Competitie     | Competitie | Competitie |
| Seizoen | Club             | Land                | Competitie     | Wed.       | Dlp.       |
| ------- | ---------------- | ------------------- | -------------- | ---------- | ---------- |
| 1982/83 | Feyenoord        | Vlag van Nederland  | Eredivisie     | 13         | 2          |
| 1983/84 | Feyenoord        | Vlag van Nederland  | Eredivisie     | 8          | 2          |
| 1984/85 | Feyenoord        | Vlag van Nederland  | Eredivisie     | 32         | 18         |
| 1985/86 | Feyenoord        | Vlag van Nederland  | Eredivisie     | 24         | 3          |
| 1986/87 | Feyenoord        | Vlag van Nederland  | Eredivisie     | 30         | 15         |
| 1987/88 | Feyenoord        | Vlag van Nederland  | Eredivisie     | 30         | 13         |
| 1988/89 | Pisa             | Vlag van Italië     | Serie A        | 27         | 3          |
| 1989/90 | Pisa             | Vlag van Italië     | Serie B        | 32         | 3          |
| 1990/91 | Pisa             | Vlag van Italië     | Serie A        | 3          | 0          |
| 1990/91 | Roda JC          | Vlag van Nederland  | Eredivisie     | 12         | 1          |
| 1991/92 | sc Heerenveen    | Vlag van Nederland  | Eerste divisie | 24         | 3          |
| 1992/93 | Wacker Innsbruck | Vlag van Oostenrijk | Bundesliga     | 14         | 1          |
| 1993/94 | Excelsior        | Vlag van Nederland  | Eerste divisie | 21         | 5          |
| 1994/95 | Excelsior        | Vlag van Nederland  | Eerste divisie | 22         | 9          |
| 1995/96 | Excelsior        | Vlag van Nederland  | Eerste divisie | 1          | 0          |
| Totaal  | Totaal           | Totaal              | Totaal         | 293        | 78         |

## Erelijst

### Als speler
| Eredivisie | 1x | 1983/84 |
| KNVB beker | 1x | 1983/84 |

### Als trainer
| Competitie       |           |           |           |           |
| Competitie       | Aantal    | Jaren     |           |           |
| Excelsior        | Excelsior | Excelsior | Excelsior | Excelsior |
| ---------------- | --------- | --------- | --------- | --------- |
| Eerste divisie   | 1x        | 2005/06   |           |           |
| Genk             |           |           |           |           |
| Beker van België | 1x        | 2012/13   |           |           |

## Trivia
- Been nam, samen met René van der Gijp als duo Koek en Zopie, de single In ons klein café op.
- Been verkreeg tijdens zijn voetballoopbaan verschillende bijnamen, waaronder: Mariodona, Pietje Bell en Supermario.
- Beens treffer op het WK onder 20 jaar in 1983 leverde hem verschillende optredens voor de Mexicaanse televisie op.
- Hij is getrouwd en heeft een zoon en een dochter.